# Alimentación en los barcos

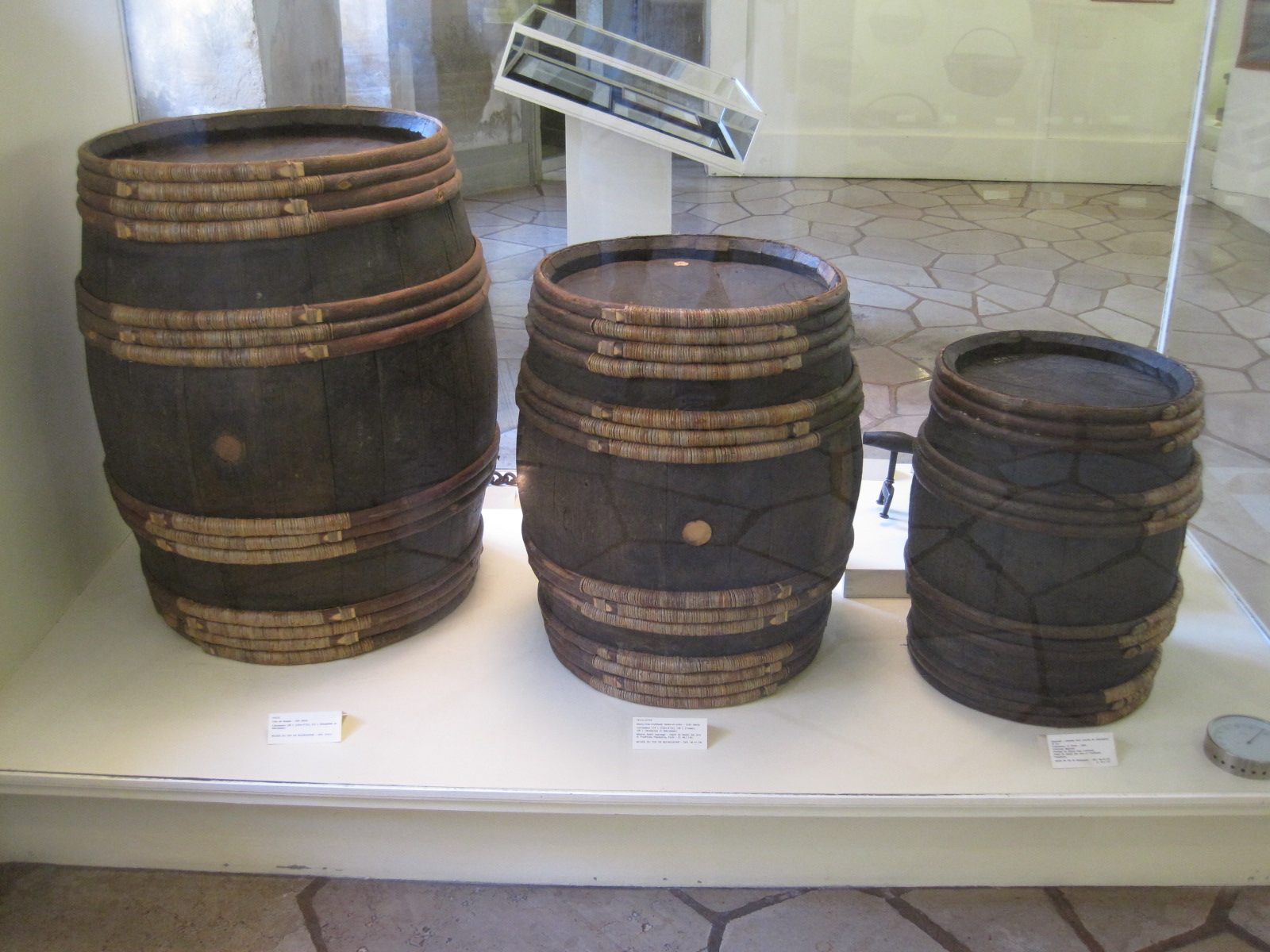
Tres barricas francesas con aros de madera. De 228, 114 y 57 litros, respectivamente. Los toneles eran los sistema tradicional de llevar agua en un barco.

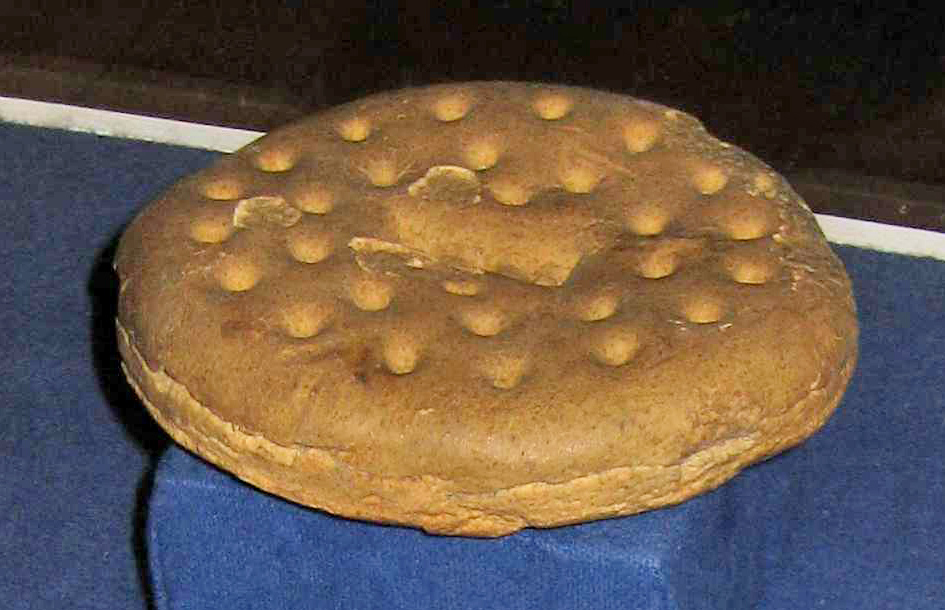
Muestra de galleta o bizcocho marinero de 1852, conservada en el Museo Naval de Kronborg (Dinamarca).

La alimentación en los barcos hace referencia a los víveres, utensilios de cocina, combustible y accesorios relacionados que permiten los comidas de la tripulación en los viajes largos. Desde los orígenes de la navegación hasta épocas relativamente recientes (inicios del siglo XX concretamente), en las singladuras largas la alimentación había que considerarla precaria, insuficiente e inadecuada. Con muchos ejemplos documentados de tripulaciones diezmadas por el hambre y la sed. 

## Agua potable
Las navegaciones marítimas largas hacen que sea imprescindible el transporte de agua potable a bordo de un barco. Dependiendo de las circunstancias ambientales y de la calidad de los alimentos sólidos ingeridos, una persona necesita una cierta cantidad diaria de agua para mantener un nivel de salud óptimo. Si se bebe menos se produce la deshidratación del cuerpo en un grado más o menos perjudicial. Una persona puede resistir unos tres días sin beber antes de morir de sed (por deshidratación).
El transporte del agua potable necesaria se puede reducir a dos tipos de recipientes: los recipientes móviles y los depósitos integrados en el barco.

## Comestibles
Los barcos clásicos debían navegar con una cantidad de alimentos relativamente reducida y con sistemas de almacenamiento técnicamente limitados. Había que usar víveres que se pudieran conservar moderadamente bien sin precauciones especiales: bizcocho, carne salada, pescado salado, legumbres, queso, aceite, vinagre, vino, aguardiente, etc. 

### Escorbuto
El escorbuto es una enfermedad provocada por una alimentación deficiente. Hay relatos antiguos de navegantes y misioneros que hablan de plantas de territorios explorados y colonizados que curaban los marineros enfermos que comían. Se trata de una alimentación curativa. 
- 1536. El amerindio iroqués Domagaya enseñó un remedio contra el escorbuto a Jacques Cartier. A partir del árbol que los iroqueses llamaban "anneda" o "annedda", en francés "épinette blanche".[2]
- 1603. Sebastián Vizcaíno. Describió las propiedades curativas de "una frutilla que llaman Xocohuitzles".[3][4]
- 1767. El padre Miguel Venegas SI mencionaba las propiedades curativas de la planta pitahaya o pitahaya. La enfermedad es citada como "escorbuto", "dolor de Loanda" o "Vervi".[5]
- 1772. James Lind menciona la "scurvy-grass".[6][7]

## Combustible
Algunos comestibles deben ser cocinados. En otros casos, poder guisar o hacer sopas calientes mejora la calidad de la rutina alimentaria en un barco. Para cocinar se necesita un combustible. 

### Leña
Durante siglos la leña fue el combustible básico e imprescindible para cocinar a bordo de los buques. Se trataba de un producto relativamente económico (cuando se cargaba en el puerto de salida del barco) y que se podía conseguir, a veces, de forma sencilla y gratuita en ruta haciendo una escala en tierra firme. Los inconvenientes de la leña eran muchos: ocupaba mucho espacio en un barco, hacía humo y su rendimiento era muy bajo (El fogón estaba dispuesto al aire libre y expuesto a los vientos. Las ollas y otros utensilios menudo estaban alejados de la fuente de calor). 
- Una chimenea, o un fogón de barco, que queme leña produce brasas que pueden aprovecharse para cocinar. Las brasas no consumidas pueden ser apagadas y aprovechadas posteriormente. Un fuego de leña puede ser una manera de producir carbón vegetal complementario in situ. Este sistema era practicado por mucho panaderos y en muchos hogares familiares.[8]

#### Cocinar con leña en la actualidad
El problema de cocinar con leña en los barcos antiguos se parece mucho al problema de cocinar con leña en la actualidad. Más de 3.000 millones de personas cocinan con leña. A menudo con chimeneas ineficientes o fogones poco eficientes. El simple hecho de comer caliente supone un grave problema de deforestación.

### Carbón vegetal
Los fogones de carbón vegetal portátiles eran conocidos en todo en la antigüedad. En Egipto, en Grecia, en Roma, ... El carbón vegetal es más caro que la leña, pero su rendimiento es (o puede ser) superior al de ésta si se utiliza un fogón adecuado. El volumen de almacenamiento es inferior al de la leña. 
- Acumulado en grandes cantidades en la bodega de un barco puede encenderse por combustión espontánea.[10]

No está documentado el uso probable de fogones de carbón vegetal en barcos antiguos para cocinar. Su utilización en fogones de barcos fue significativa a partir del siglo XIX. Otros tipos de carbón (carbón de coque, carbón mineral, ...) tuvieron una importancia similar para cocinar, antes de los barcos de vapor. 

## Fogones

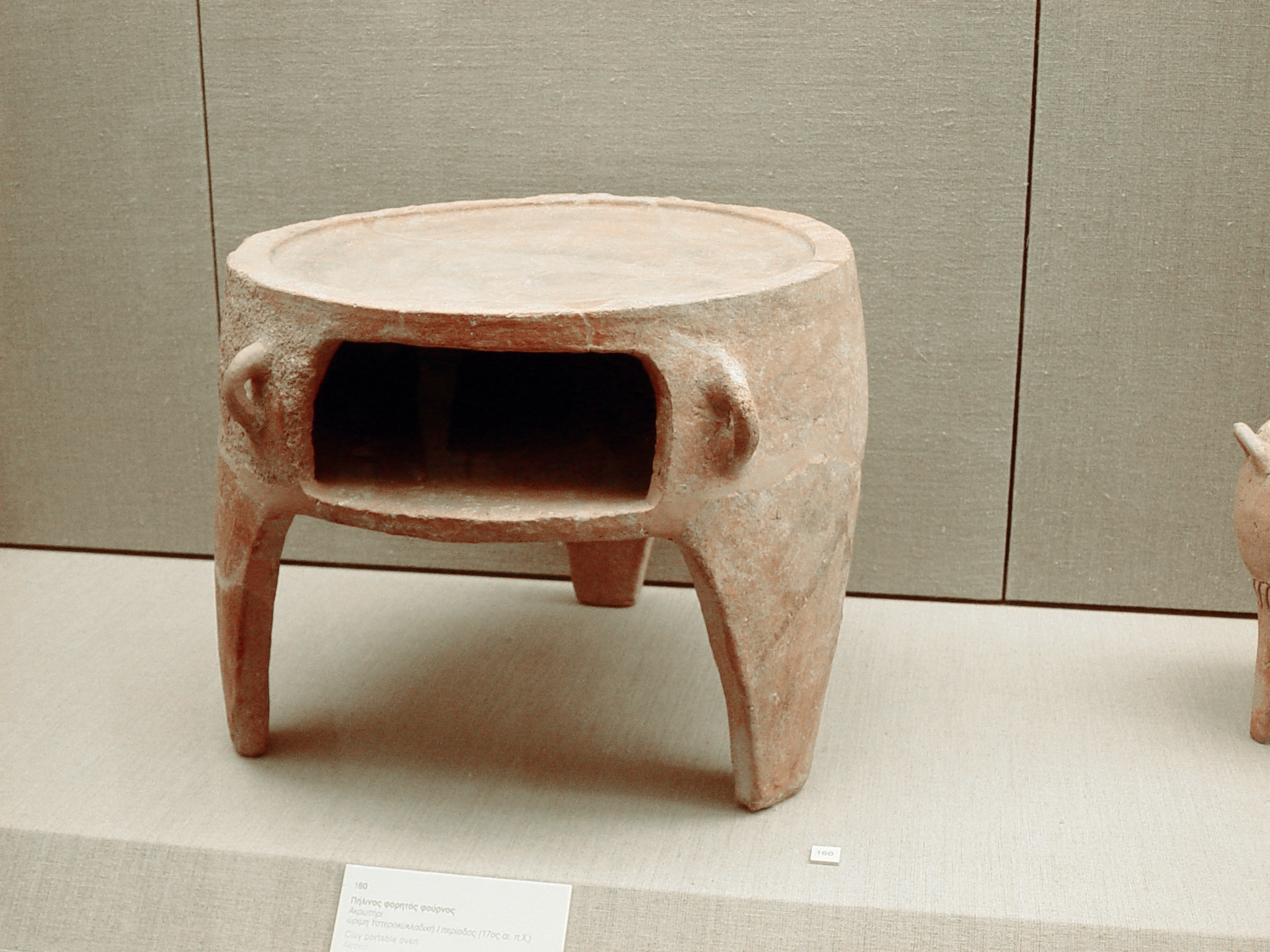
Fogón-horno griego de barro portátil. Siglo XVII aC.

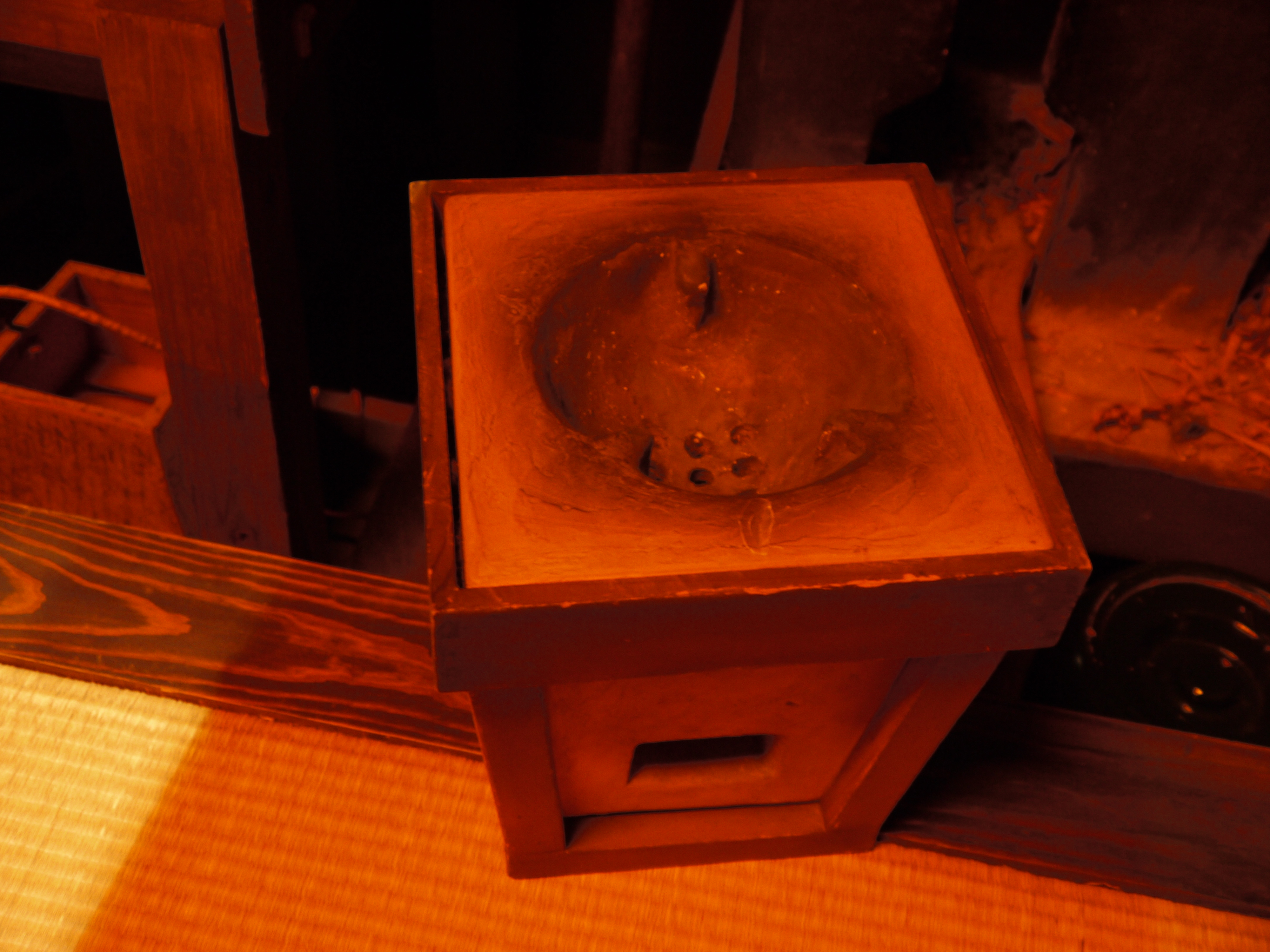
Shichiro. Hornillo portátil japonés, para carbón vegetal, del periodo Edo. Museo Fukagawa Edo.

El fogón, en los barcos, tiene el mismo significado que en tierra firme. Se trata de un foco que permite hacer fuego, quemando un combustible adecuado, dispuesto para recibir diversos cacharros para cocinar. Durante siglos, los fogones marinos iban asociados a la movilidad. Se trataba de dispositivos muebles, más o menos portátiles, que reposaban sobre la cubierta del barco. (En uno de los diccionarios de referencia se identifica "fogón de barca" con una "cocina portátil"). Hay fogones y hornos portátiles, de barro, conservados de la época de la Grecia clásica. 
- En época medieval y posteriores hay muchos ejemplos de fogones para el hogar portátiles. Como equipamiento único o auxiliar en las cocinas.[13]
- La fijación era muy importante. Los fogones tenían que ir bien firmes sobre el barco. De manera a resistir los vientos fuertes o eventuales golpes de mar sobre cubierta. 
  - Hay documentados casos de fogones arrancados por vientos huracanados.[14]
- La misma presencia de los fogones y del fuego en barcos de madera era un peligro constante y bien conocido. En barcos de una cierta importancia, con tripulaciones sometidas a una disciplina, el fogón se apagaba en la puesta de sol y no se volvía a encender hasta el amanecer.[15]
- El fogón podía adoptar formas diversas.[16][17][18] Los fogones más grandes iban sobre una plancha metálica que los separaba de la cubierta de madera y sobre una capa gruesa de arena para aislar el calor del fuego. Además del cocinero y los ayudantes (o de tripulantes autorizados a cocinar personalmente su comida o el de otras personas) había un responsable de vigilar la contención del fuego. Como medida de seguridad adicional había un par de cubos llenos de arena para apagar eventuales incendios provocados cerca del fogón.[19]
- Generalmente los fogones iban cubiertos por una carpa y protegidos del viento por una pantalla o pantallas adaptables.[20]

#### Ubicación
La posición que ocupaba el fogón dependía del tipo de barco considerado. 
- El fogón de una galera de los siglos XVI- XVII estaba situado en el lado de babor (izquierda) y ocupaba el espacio de un remo. Así, una galera de 51 remos armaba 25 remos a babor y 26 a estribor. En cuanto a la situación longitudinal iba situado a proa del árbol maestro o mayor. Algunos documentos indican las dimensiones de la caja del fogón: 8 x 4 pies y 8 pulgadas de altura. La caja estaba hecha con tablones de madera de encina de 2 pulgadas de espesor y llena de tierra ( "Argilé" en el original francés, un manuscrito de 1619).[21][22]

#### Casos de mal tiempo
Cuando las condiciones de navegación eran demasiado malas, por mar (olas) o vientos excesivos, el fogón no se encendía. A veces durante muchos días. No se podía cocinar y había que comer frío.

#### Modelos diversos de fogones
Desde el primer día de navegación las cantidades de agua y víveres estaban limitadas y determinadas para cada tripulante, formando lo que se denominaba "ració". La persona a cargo de distribuir y velar sobre los víveres era "el escribano de ració" (en época medieval y moderna). Las raciones ordinarias eran suficientes para mantener el estado físico de la tripulación, pero por la ausencia de verduras y fruta fresca no permitían prevenir el escorbuto. Si el viaje se alargaba, había que reducir la cantidad de las raciones. En muchos casos, a pesar de esta medida, el agua y los víveres carecían y había pérdida de vidas humanas. 

## Documentos
Las diversas épocas de la navegación, desde los orígenes hasta la actualidad, pueden representarse mediante ejemplos puntuales a partir de referencias documentadas. 

### Guerra del Peloponeso

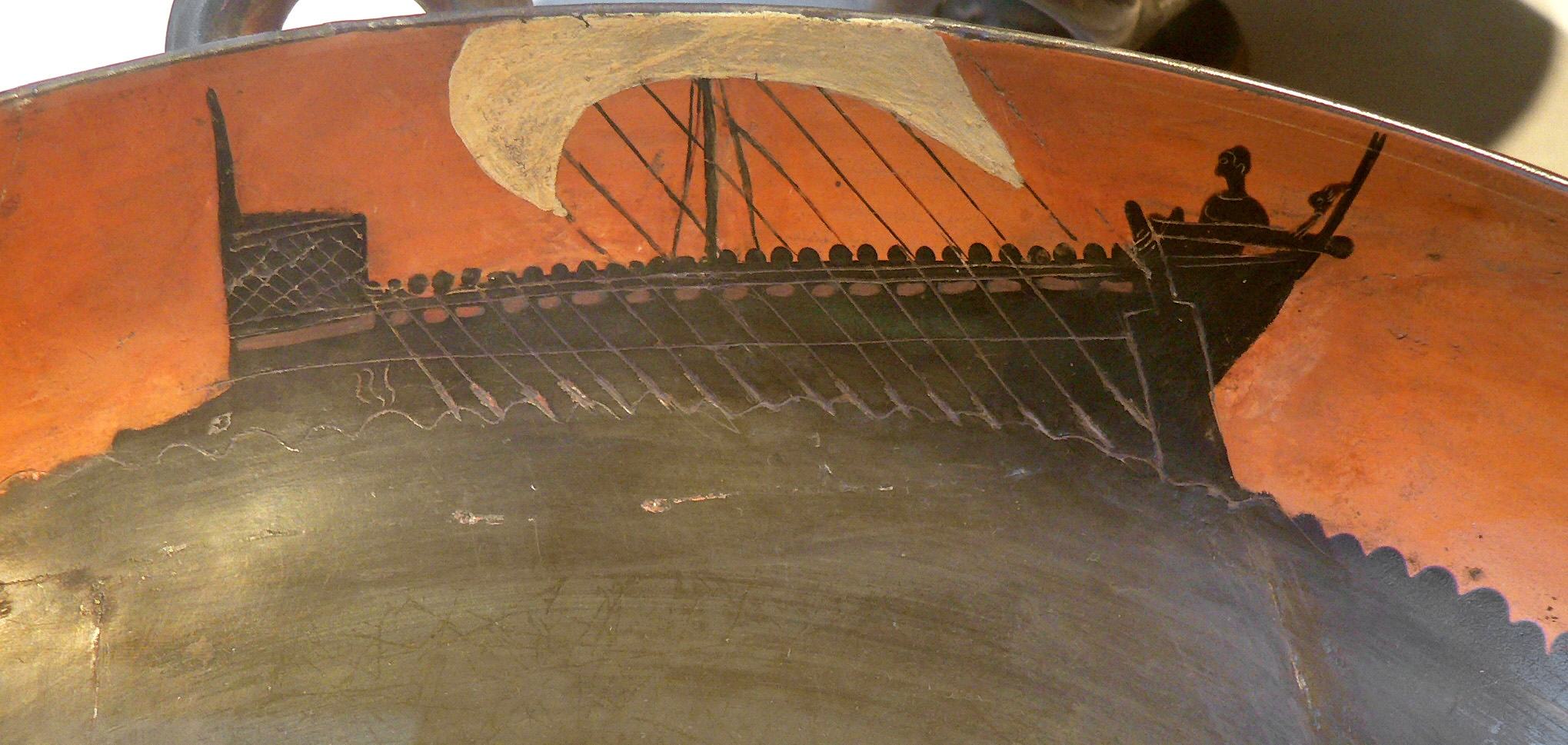
Pentecóntera pintada en un Cílix a la BNF. Una Trier tenía un aspecto similar, con muchos más remos.

Los barcos de guerra de la Grecia clásica, los trirreme, no disponían de espacio para guardar víveres en cantidades sensibles. La práctica habitual en campaña era desembarcar y arrastrar los trirreme en la arena y levantar un campamento. Aquel campamento era avituallado por una localidad cercana. Las comidas eran tres. Una al amanecer, una al mediodía y una por la noche.
- En ocasiones especiales un barco correo podía transportar víveres especialmente preparados para ser consumidos a bordo, sin tener que detenerse.[30]

### Batalla de Emporion, 197 a.C.
Según testimonio de Tito Livio, Catón el Censor, poco antes de la Batalla de Emporion convenció a los embajadores de los ilergetes con la estratagema de hacer cocer pan a un tercio de las tropas romanas para cargarlo en los barcos y embarcar una parte de los soldados a los tres días. Los embajadores marcharon convencidos de recibir la ayuda de los romanos y Catón haga desembarcar las tropas promesas.
- Parece una referencia bastante clara del bizcocho como alimento adecuado para llevar en un barco.

### El carguero romanoIsis, ~150 a.C.
No hay información directa sobre la alimentación de la tripulación de los grandes barcos mercantes que, como la nave Isis, transportaban trigo y pasajeros. La gran capacidad de carga y los trayectos relativamente cortos permiten suponer que las personas importantes podían viajar con comodidad en los camarote de popa y alimentarse casi como tierra firme. Las comidas de los marineros, libres y esclavos, debían de ser un poco más frugales. 
Por contraste, la obra de Luciano de Samosata explica las comidas lujosos que sueña uno de los interlocutores del diálogo: "Los ricos se morirán de envidia cuando vean mis caballos, mis cuadrigas y las chicas jóvenes y bonitas. Mi vajilla será de oro, la plata es demasiado barata e indigna de mí. Tendré en la mesa las salazones y el aceite de Hispania, el vino de Italia y mi propia miel, clarificada sin exponerla al fuego y el humo. Tendré jabalíes, liebres y todo tipo de requisitos: faisanes, pavos reales de la India, capones de África,. .. Ben guisos por los mejores cocineros, expertos en salsas sofisticadas ".

### Ponce V de Ampurias, 1310
Jaime II nombró el conde Ponce V de Ampurias insignia de una flota de cinco galeras. Entre las condiciones del nombramiento había una donación de 32.000 sueldos de Barcelona y 2.000 quintales de bizcocho para panàtica de la manada.
- En el documento se habla de "Petro Hugon Impuriarum Comiti".

### Coca San Clemente, 1331

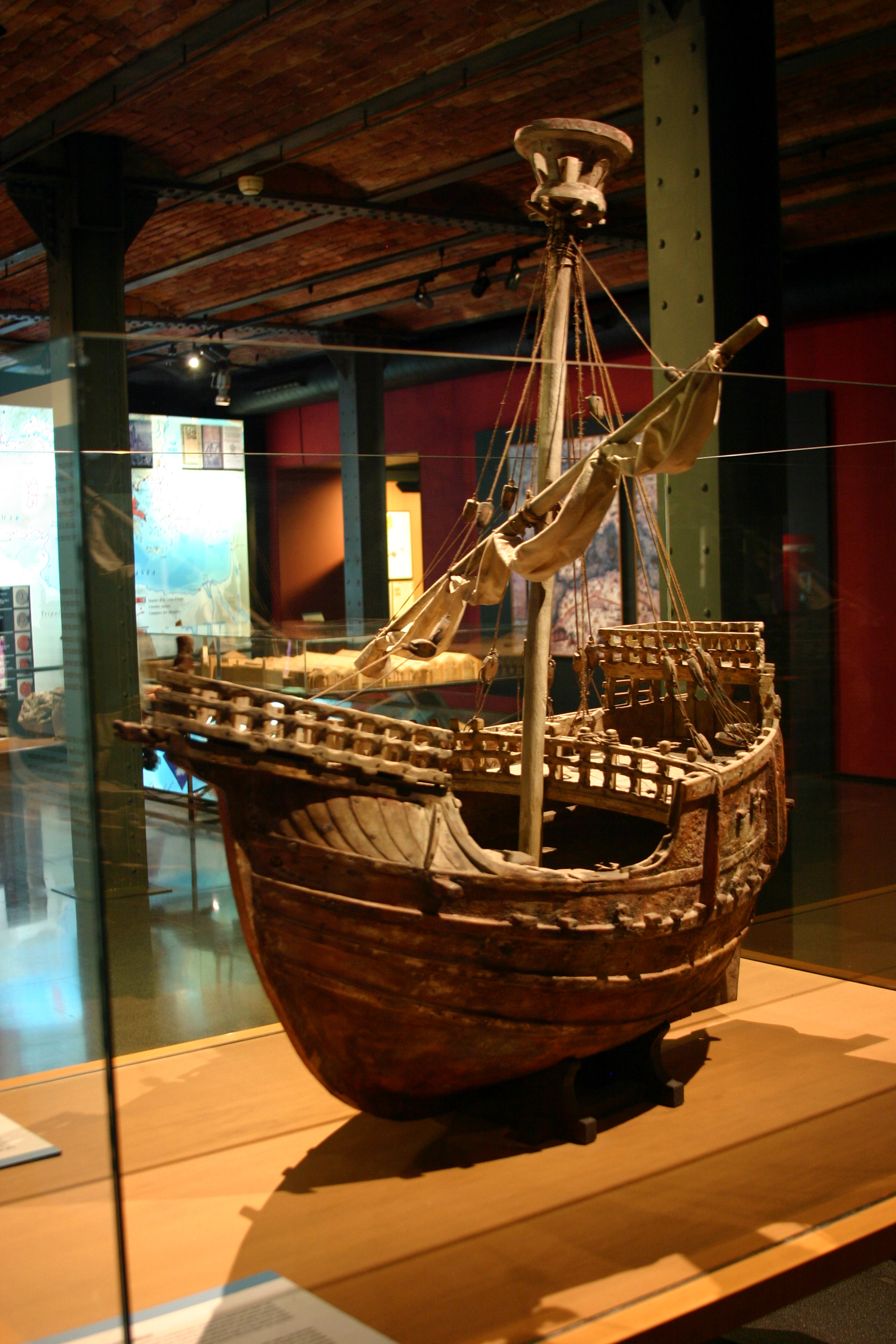
Maqueta de la coca de Mataró, en el Museo de Historia de Cataluña, Barcelona. La coca San Clemente debía tener un aspecto similar

La coca San Clemente fue una nave armada por particulares para practicar el corazones contra barcos genoveses. 

#### Utensilios de cocina y víveres
El bienestar y la simple supervivencia de una tripulación que debía practicar el corazones exigían víveres y utensilios de cocina. En este sentido formaban parte de "armamento" de una nave de guerra.
- dues calderones de cuynar grans ab una cuberta
- un calderó de pega (una caldera de pega no és un estri de cuina)
- dos ferres de cuynar
- una loça (una llosa?)
- tres gavetes
- una lanta de coure (una llàntia de coure?)
- una corbeyleta hon ha fava (un cistell amb faves?)
- dues gerres olieres vuydes
- ayls (alls)
- vint cadafes è setriys de terra (20 garrafes? i setrills de terrissa)
- ducentas septuaginta sex escudeles de fusta (275 escudelles de fusta)
- duodecim vernigats (12...?)
- cuylers de boca (culleres de boca)
- un barrill de faves
- sex sachs de canamás vuyts
- un sach on ha bescuyt pudrít
- quatre sachs de faves qui no son de tot plens
- un sach de ciurons (un sac de cigrons)
- un sachet de lantíes (un saquet de llenties)
- una serra arborera (tampoc no sembla un estri de cuina)
- un odre de caviari
- un payol de pa que suma á nostre parer de septuaginta ad octuaginta quintars de que menje la companya
- un tinell de sal

### Libro del Consulado de Mar
Capítol  145. De les viandes que deu donar lo patró als mariners.

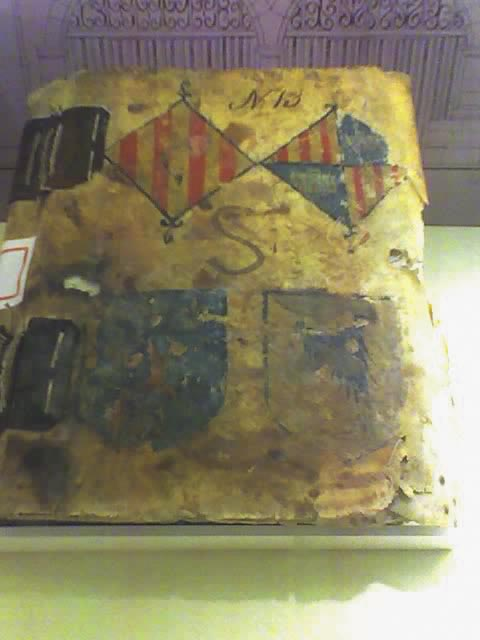
Libro del Consulado de Mar. Manuscrito de Mallorca de 1320.

Encara es tengut lo senyor de la nau o de leny que sia cubert que deu donar a menjar a tots los mariners tres iorns de la setmana carn, ço es a saber en lo diumenge,  e en lo dimarts, e en lo dijous, e en los altres iorns de la senmana cuynat. E quascun vespre de cada dia llur companatge. E axi mateix tres vegades per quascun mati los deu fer donar vi, e axi mateix los ne deu fer donar quascun vespre.  E lo companatge deu esser tal  com fe segueix : Ço es formatge o  ceba o sardina o altra peix. Encara  lo senyor es tengut de donar vi : en tro quel vi valega tres besants e mig. E si troba  atzebib (Panses), o encara figues ell ne deu fer vi. E si no troba atzebib ne figues, o que li costas tot mes de trenta  millaresos la  millera feta, lo senyor de la nau o de lleny nols es tengut de donar vi, encara mes es tengut lo senyor de la nau o de lleny de doblar la recció als dits mariners a fest anyal. Encara deu haver servicials qui adoben de menjar als mariners.
.
Llibre del Consolat de mar. Capítol 145.

El documento anterior es bastante interesante y ofrece una primera lectura relativamente comprensible. Algunos detalles a destacar son los siguientes: 
- El término de "ració" ( "rección" en el texto), con el sentido de cantidad diaria, figura de forma relativamente precisa.
- Los marineros tenían derecho a comer carne tres veces por semana. Pese a no estar indicado, la carne solo podía ser fresca de forma excepcional.
- Los marineros tenían derecho a beber vino si su precio no era demasiado caro.
- El vino podía ser de confección casera a partir de pasas o de higos.
- El concepto de fiambre está indicado. Se trata de un complemento alimentario: queso, cebolla, sardina u otro pescado. El texto no especifica si este complemento servía para acompañar el pan o, más bien el bizcocho, bien documentado en otras referencias.
- Los términos "millaresos" y "Millera": La "Millera" de la cita anterior es interpretada como "millerola", medida de vinos de Marsella. El millaresos indicarían el precio.[38]

### Primer viaje de Colón, 1492
Entre las tareas de preparació para el viaje de vuelta, el 31 de diciembre hay anotada la carga de agua y leña.

### Carabelas de San Juan y Santa Ana, 1509
Para los dos barcos hay documentada la relación de comestibles siguiente:
- 22,5 quintales de bizcocho
- 6 toneles de vino; 180 arrobas en total
- 6 cerdos ( "cerdos"), que pesaron 2 quintales y 3 libras
- 6 arrobas de aceite en 12 "botijas"
- 6 fanegas de habas
- 6 fanegas de garbanzos
- 2 arrobas de queso
- 2 ristras de ajos (2 ristras de ajos)
- 2 quintales de "pintarroja" (pescado seco)
- 6 "pipas para el agua" 
  - Las raciones individuales subían a 1,25 libras de bizcocho y 1,6 litros de vino al día.

### Pigafetta. 1520
Antonio Pigafetta escribió la situación penosa de su barco después de una larga singladura: "El bizcocho que comíamos ya no era pan, sino una pólvora mezclada de gusanos que apestaba de forma insoportable, empapada de orines de rata".

### Armada de Gil González de Ávila. 1521.
La lista de los comestibles es la siguiente: "600 quintales de vizcocho, 209 arrobas de vinagre, 54 hanegas de garbanzos, 24 hanegas de habas, una hanega de Lentejas, 10 arrobas de miel, tres botas de atun badajo, seis docenas de pescadas, 23 arrobas de Arrayas, 2.000 caballas, 40 cerdos, 510 ristras de ajos, 40 docenas de tollos, dos hanegas de mostaza, dos quintales de arroz, dos quintales de pasas, una arroba de almendras, cuatro arrobas de alcaparras, 12 cahices de sal, seis Almudes de aceitunas de las Menudas, un cuarto de carne salada para de aquí á Canaria. . . " 

### Expedición comandada porÁlvaro de Saavedra Cerón. 1527
Hernán Cortés organizó una expedición para explorar las islas de la "especiado". La relación de gastos de aquella empresa da algunos detalles de la alimentación en los barcos de la época.
Espigando entre la relación están los puntos siguientes: 
- ítem costaron veinte y cinco arrobas de aceite, é doce Otras que entraron en henchir estas botijas, Doscientos cincuenta pesos.
- ítem se compraron para dicha armada cuatro Cántaros de cobre, y una sartén, y dos frascos de ESTAÑO, y cuatro asadores y un cazo, que cuesta todo dieciocho pesos.
- ítem se dieron á Manuel Francisco doce pesos para comprar Cierta azúcar rosado.
- ítem costaron seiscientos quintales de bizcocho dos mil cuatrocientos pesos.
- ítem costaron mil puercos, que se hicieron tocinos, dos mil pesos.
- ítem costaron cincuenta arrobas de manteca, Ciento y cincuenta pesos.
- ítem costaron trescientas hanegas de frisoles, novecientos pesos.

### Antonio de Guevara, obispo de Mondoñedo.
Autor de la obra "Arte del madre y de los inventores de ella: con muchos avisos para los que navegan en ellas". (Valladolid 1539). Se trata de una descripción satírica de la vida a bordo de una galera. Incluyendo los aspectos de comer y beber.

### La Stolonomie, 1547-1550
La Stolonomie es un tratado en francés, manuscrito, sobre la construcción de galeras y el mantenimiento de una flotade guerra. Hay una parte dedicada a los gastos en la alimentación de los tripulantes.
- El manuscrito puede consultarse y descargarse en Gallica. La letra es fácil de leer.

#### Utensilios de cocina
- En una galera se necesitan 8 ocho cubas para llevar vino, con una capacidad de 8 milleroles cada una. A 7 sueldos por millerola de vino, supone un total de 22 libras y 8 sueldos.
- Dos barriles de 4 milleroles de capacidad cada uno para el aceite y el vinagre. Total 2 libras dieciséis sueldos.
- Una manguera de cuero de vaca para poner el vino en las barricas: 6 libras.
- 150 barriles para llevar agua: 13 libras y 10 sueldos.
- 50 sacos grandes de cañamazo para llevar el pan o bizcocho: 20 libras.
- 4 calderas de cobre con sus tapaderas, dos de grandes y dos de medias: 40 libras.
- Media docena de cucharas de hierro o latón: 17 sueldos.
- Dos pares de morillos, dos parrillas y dos brocas (ast): 12 libras.
- Dos sartenes de acero: 1 libra y 10 sueldos.
- Uno puede gordo calentador de cobre: 1 libra y 10 sueldos.
- Un Cassot de cobre: 12 sueldos.
- Un bote de cobre para llevar agua a la gente de popa: 2 libras.
- Un quintal de vajilla de estaño para la gente de popa: 20 libras.

#### Comestibles
- Para galera y día se necesitan 500 quintales de bizcocho (que cuestan 216 libras al mes).
- Cada día se necesitan dos milleroles de vino.
- (Para los Oficiales) Los domingos, lunes y martes se necesitan cada día 80 libras de carne (40 de buey y 40 de carnero)
- (Para los oficiales). Los viernes y sábados, 40 libras de pescado
- (Para los remeros voluntarios). Lunes, miércoles y viernes sardinas saladas o queso.

#### Cada mes
- manteca
- Queso de Cerdeña.
- Un barril de anchoas
- Tres barriles de sardinas
- Un quintal de arroz
- Cuatro quintales de legumbres (guisantes, habas,. . . )
- Dos "escandallos" de aceite, para quemar a las lámparas y para comer.
- Dos milleroles de vinagre.

NOTA: Millerola. El término que usa La Stolonomie es "maigerole". Se trata de la millerola de Marsella, una medida de capacidad de unos 64 litros. Una millerola hace 4 escandallos. (1 escandallo = 16 litros). 

### "Leyes de Indias" deFelipe II, 1573.
Capítulo 52. De los generoso y bastimentos que se deben proveer en Indias.
Para excusar los gastos y embarazos de comprar en las Indias bastimentos y Otras cosas, Tenemos Mandado que Nuestras ejércitos y flotas quitan Provisión para ida, estancia y vuelta de todos los generoso que se puedan conservar, como son bizcocho, vino, aceite, vinagre, menestras, hachotes, pipas para aguada, medicinas, pólvora y municiones, lienzo para toldos y lo demás que se acostumbrado, por lo cual solamente se tiene que comprar en Indias piernas frescas y saladas, pescado, leña, sal y rehacer las aguadas; excepto que en las flotas y navíos que fueron à la Nueva España, no se ha de quitar pero bizcocho que para el viaje de ida, y en la Veracruz se tiene que comprar para la estancia y vuelta; . . .

### Nicolaas de Graaff, 1668.
Nicolaas de Graaff fue un cirujano naval holandés que realizó varias exploraciones y escribió sobre sus viajes. En una traducción al francés de su expedición a India, se explica la rutina alimentaria de las tripulaciones de los barcos holandeses de la época.
Rutina holandesa: 
- Al principio del viaje cada persona recibe 5 quesos holandeses.
- Cada día se hacen tres comidas. El primero después de la oració de la mañana, en el que se entrega la ració diaria de aguardiente: un vaso ordinario. Cada sábado todos reciben 5 libras de bizcocho, una medida de aceite de oliva, dos medidas de vinagre y media libra de mantequilla. Ninguna más ració hasta el sábado próximo. Pero se sirven tres comidas con carne guisada y manteca.
- Mientras dura la cerveza la gente bebe cerveza. Cuando se acaba la cerveza cada persona recibe un bote de agua al día. Cuando hay que racionar el agua la cantidad diaria es menor.

### Diario de Viedma, 1780
Habiéndose incendiado anoche el fogón del paquebot, aunque se acudió y apagó prontamente, tuvimos que ir este dia á comer á tierra, los de la cámara, ínterin se componía y se rebocaba (sic) con yeso de las canteras del puerto el expresado fogón.
Colección de Obras y Documentos relativos a la Historia antigua y moderna de las provincias del Rio de la Plata. Diario de Viedma.

### Marina británica, 1858
Un diccionario francés, en la edición de 1858, hablaba de la alimentación de los tripulantes de los buques de guerra británicos. 

Le matelot a la mer fait trois repas par jour : le matin il déjeune avec du café, du biscuit et 6 centilitres d'eau-de-vie ; à midi il reçoit une ration de viande salée, des légumes, du pain frais et 23 centilitres de vin; le soir il a une soupe faite avec une assez grande quantité de légumes, du biscuit et une ration de riz. Quant à l'eau douce, grâce à l'emploi des caisses de fer et aux appareils distillatoires, le marin a toujours à sa disposition une bonne eau ...
El marinero en el mar hace tres comidas al día: por la mañana desayuna con café, bizcocho y 6 cl de aguardiente; al mediodía recibe una ración de carne salada, legumbres, pan normal y 23 cl de vino; la noche tiene una sopa con muchas legumbres, bizcocho y una ración de arroz. En cuanto al agua potable, gracias a los depósitos de plancha de hierro y los aparatos de destilación, el marinero siempre dispone de agua adecuada ...Dictionnaire de médecine, de chirurgie, de pharmacie, des sciencies accessoires et de l'art vétérinaire. Pierre Hubert Nysten, Émile Littré, Charles Robin.

- El texto citado se reproduce exactamente en otras obras francesas. Implícitamente, esto indica en algunos casos que la marina de guerra francesa seguía el mismo sistema. Aspecto que habría que confirmar.[54][55][56]

### Alimentación de los barcos mercantes españoles, 1879-1883
De las siete a las ocho de la mañana la tripulación toma café con galleta; al medio día una olla o cocido abundante, con ración de carne o bacalao con patatas, y a la caída del sol, cena un guisado de carne o de pescado salado, también con patatas. En algunas embarcaciones catalanas y valencianas toma la marinería su correspondiente ración de vino en la comida, pero en las demás provincias no se hace este gasto, y solamente cuando el excesivo frío, o la rudeza de los trabajos ejecutados podría llegar a quebrantar las fuerzas o la animación de la gente, se les sirve un vaso de vino o una copa de aguardiente.
Información sobre las consecuencias que ha producido la supresion del Derecho Diferencial de Bandera y sobre las valoraciones y clasificaciones de los tejidos de lana: Derecho Diferencial de Bandera. Imprenta de Manuel Minuesa de los Rios, 1879.

### Submarinos

#### Segunda Guerra Mundial
Según los estudiosos del tema, en los submarinos de esta época (alemanes o americanos), la alimentación era la mejor de toda la marina. 
- En los submarinos alemanes el desayuno consistía en café, sopa de leche, galletas, bizcocho con mantequilla y miel, y huevos. Para comer había sopa, patatas, carnes guisada, verduras y fruta. A la hora de la cena había embutidos o pescado de lata, queso, pan y café, té o chocolate. 
  - La cocina, eléctrica, tenía tres fuegos y dos pequeños hornos. Había una nevera, un servidor de sopa calentado eléctricamente y una pila con agua potable fría y caliente, y agua salada caliente.

#### Submarinos actuales
Según testigos, la comida en los submarinos norteamericanos es el mejor de toda la marina. Casi todos los alimentos son cocinados al momento, la calidad es excelente y las cantidades más que generosas. Cada tripulante puede comer lo que quiera. Sirviéndose en forma de bufé libre.
- Para una misión de tres meses cada persona dispone de 110 libras de víveres.
- Al terminar la misión, cada marinero deberá engordado unas 10 libras de media.

## Temas complementarios

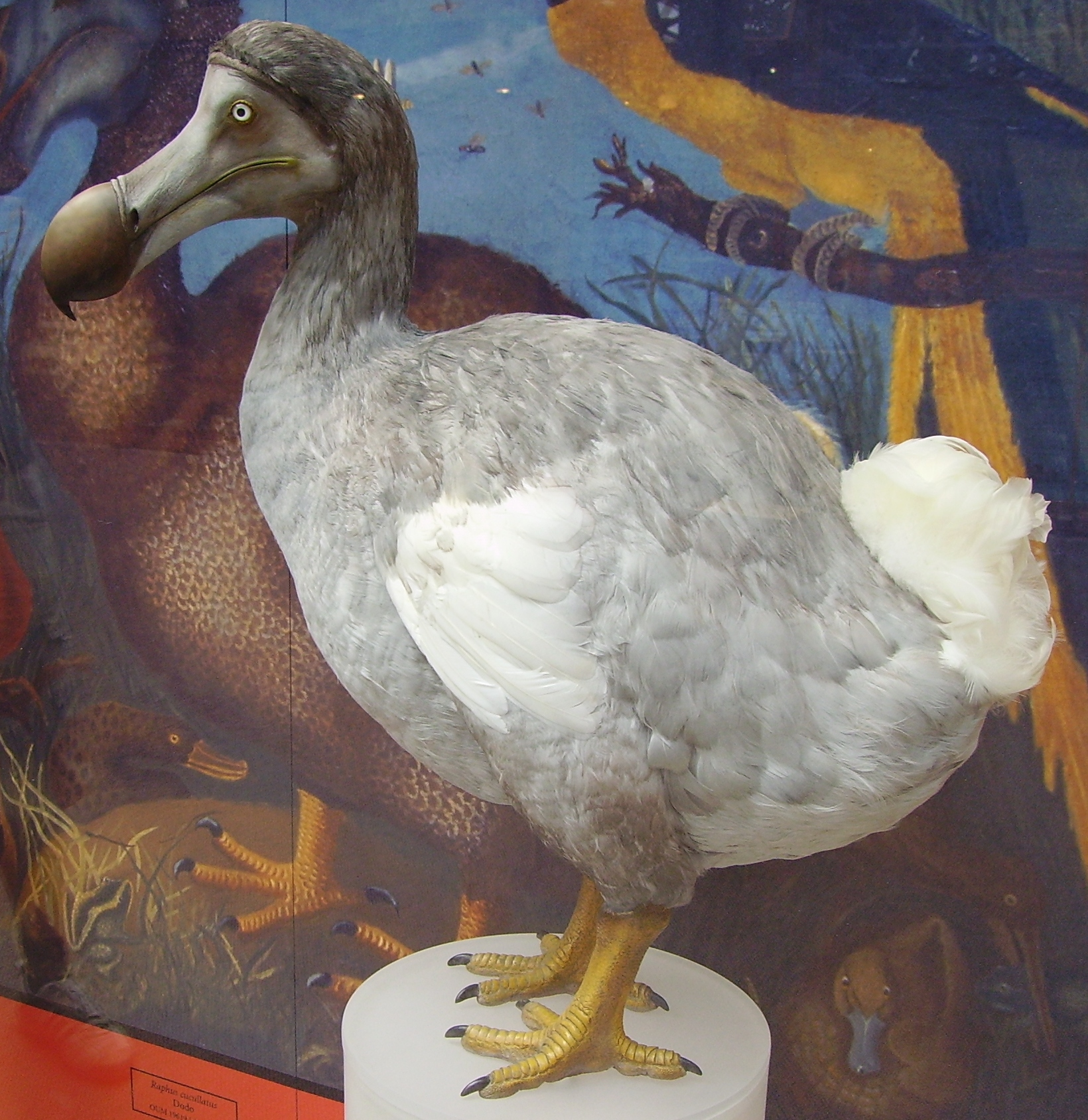
Reconstrucción de un dodo en el Museo de Historia Natural de la Universidad de Oxford.

### Alimentos exóticos
Los barcos europeos que exploraban mares lejanas entraron en contacto con alimentos muy diferentes de los que estaban acostumbrados. En varias ocasiones la supervivencia de los exploradores fue debida a poder disponer de aquellos alimentos. 

#### Mandioca
La documentación sobre la mandioca como alimento a bordo de barcos está relacionada con los términos castellanos "caçabe", "caçabi", "cazabe", "casabi" y otras variantes similares.

#### Pinole
El pinole de la época de los exploradores era una harina. Básicamente de maíz, pero que podía ser de varias semillas de algunas especies vegetales o mezclas, molienda y tostada. Podía comerse mezclada con agua en forma de papilla (conocidas como "atole"). O, en forma más diluida, se podía beber. En la expedición de Juan José Perés, con la fragata Santiago (1774), se menciona que los marineros preferían no tener que consumir cada día para el desayuno.